# Gnophomyia sagitta
Gnophomyia sagitta är en tvåvingeart som beskrevs av Alexander 1949. Gnophomyia sagitta ingår i släktet Gnophomyia och familjen småharkrankar.
Artens utbredningsområde är Peru. Inga underarter finns listade i Catalogue of Life.